# 이드 테크 3
이드 테크 3(Id Tech 3)는 퀘이크 3 아레나 엔진(Quake III Arena engine)으로 널리 알려진 게임 엔진으로, 이드 소프트웨어가 비디오 게임 퀘이크 3 아레나를 위해 개발한 게임 엔진이다. 수많은 게임에서 채택되었다. 그 동안에는 언리얼 엔진과 경쟁했다. 두 엔진 모두 널리 라이선스되었다.
이드 테크 3는 이드 테크 2 엔진을 기반으로 하지만 많은 양의 코드가 다시 작성되었다. 후속작인 이드 테크 4는 콜 오브 듀티 2 이후에 사용된 인피니티 워드의 IW 엔진과 마찬가지로 이드 테크 3에서 파생되었다.
퀘이크콘 2005에서 존 카맥은 이드 테크 3 소스 코드가 GNU General Public License v2.0 이상에 따라 출시될 것이라고 발표했으며 이는 2005년 8월 19일에 출시되었다. 원래는 FTP를 통해 이드에 의해 배포되었지만 이제 코드를 사용할 수 있다. 이 코드는 이드의 깃허브 계정에서 다운로드가 가능하다.

## 같이 보기
- 이드 테크 2
- 이드 테크 4
- 게임 엔진 목록